# Casa Torelly
A Casa Torelly é um prédio histórico da cidade brasileira de Porto Alegre, no estado do Rio Grande do Sul, e está localizada à Avenida Independência, n.° 453, no bairro homônimo.

## Histórico
A Avenida Independência era, antigamente, o caminho que ligava Porto Alegre à Aldeia dos Anjos, atual Gravataí, que na época começou a ser procurado por famílias tradicionais para construção de seus palacetes, alguns dos quais ainda permanecem de pé e emprestam à avenida um perfil aristocrático. Felicíssimo de Azevedo, em crônica de 1884, dizia que a área era desejada por ser "o mais lindo arrabalde da cidade de onde se goza a mais bela vista".
Construída em 1899 pelo coronel da Guarda Nacional Salustiano Fernandes do Reis - filho do Barão de Camaquã -, foi adquirida em 1902 por Firmino Torelly, que acabou por emprestar o nome ao casarão. Importante figura política gaúcha, Firmino Torelly deu uma feição final à casa, cujo resultado é de estilo eclético, mas com elementos de inspiração positivista e outros derivados diretamente da Renascença, o que a torna talvez o único exemplar de construção residencial urbana da cidade com tais características. 

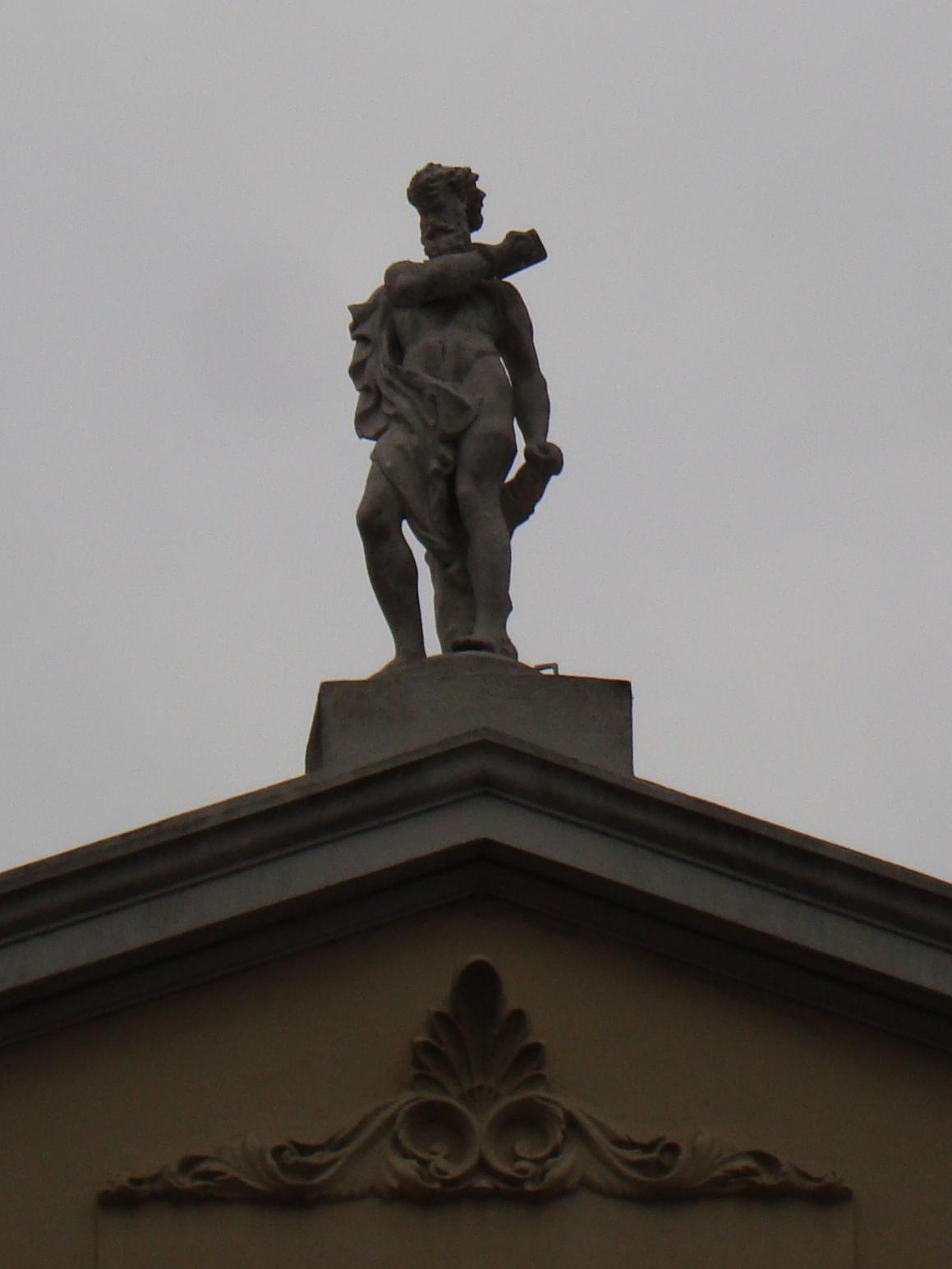
Estátua no topo do casarão.

A fachada se constrói em três níveis. Um térreo-subsolo revestido de simulação de pedras aparelhadas e com pequenas aberturas retangulares, um primeiro piso pouco elevado do nível da rua, onde se destaca o pórtico central ladeado por pilastras completas e coroadas com baixo-relevo em forma de arquitrave e cornija, as quais já constituem por si mesmas um resumo de fachada completa e eram empregadas nas aberturas de construções palacianas resnascentistas. De ambos os lados do pórtico se abrem duas altas janelas retangulares com pequeno parapeito em balaustrada, emolduradas por pequenos frontões. Por fim um aposento isolado se eleva no centro da fachada, como segundo piso, com uma janela em arco redondo e grande frontão triangular com arremates nas quinas e uma estátua no vértice superior. 
Outras características da era renascentista são o alinhamento horizontal enfatizado junto à cornija do primeiro piso e a platibanda como arremate superior, de onde se erguem vasos tocheiros. A casa tem dimensões relativamente modestas mas tem belo e delicado efeito. 
No interior a divisão de aposentos e sua decoração são mais nitidamente ecléticos, com elementos neoclássicos nos ambientes nobres, tais como roda-forros e medalhões centrais nos forros. São de maior interesse a pintura parietal da ala esquerda do térreo e a sua respectiva divisória, com capitéis florais, fustes estriados e decorações fitomorfas naturalistas que parecem prenunciar a art nouveau. As aberturas são mais austeras, com bandeiras quadradas com ou sem arcos inclusos e portas com almofadas.
Tombada em 15 de dezembro de 1987, sob nº 12 do Livro Tombo, foi completamente restaurada e passou a pertencer à Secretaria de Educação, mas desde 1993 abriga a sede da Secretaria da Cultura do município.